# 西島未智
ミユキニシジマ（みゆきにしじま、1985年3月28日 - ）は、日本のダンサー、振付師、元女優、グラビアアイドル。東京都出身。
本名は西嶋 美幸（）、旧芸名は西島 未智（）、幸（）。血液型はA型。役者時の所属はMIYAZU ROOM。既婚。1児の母。

## 人物
趣味は三線、特技は着物着付、タイ古式マッサージ。4歳からクラシック・バレエを学んだ。以来ダンスに興味を持ち、高校時代はダンス部の部長だった。
2002年に芸能界デビュー。2003年の『爆竜戦隊アバレンジャー』に今中笑里役で出演し人気を博す。
その後もグラビアや舞台、テレビドラマなどに活躍。2006年8月19日のレッスルエキスポ2006では総合格闘技の試合にも挑戦した。
2008年、嵐のコンサート・ツアーで初めてアシスタント・コレオグラファー（振付助手）を経験。
2010年12月30日をもって、公式ブログ『Going My Way』を閉鎖。2011年の『海賊戦隊ゴーカイジャー』第29話のゲスト出演以降、表立った芸能活動の実績はなくなり、本格的にダンス指導者・振付師への活動へシフトする。
2013年5月4日付けのダンサーYO-SUKEのブログ『HAPPY☆DAYS』での記事などから、既に芸能活動から引退し、2012年7月、ダンサー・振付師の養成やマネジメントのための芸能事務所「株式会社 貴人（くいれん）」を設立、自身は貴人の代表者として本名、あるいは「幸（みゆき）」名義で振付師やダンス監修、イベントの演出を務め、時にダンサーとして活動していることが紹介されている。
2016年2月1日、株式会社 貴人の名称が「ft.u（エフティー・ユー）」に変更される。
2018年8月29日に入籍したことを自身のツイッターで発表した。
2022年9月16日に活動名を幸（みゆき）からミユキニシジマに変更したことを発表した。
2022年10月、第35回東京国際映画祭で行われた「爆竜戦隊アバレンジャー」20周年特集のトークショーに西島未智として出演した。
2023年8月、自身の旧Twitterにて第1子誕生を報告。

## 出演

### テレビドラマ
- 初体験（2002年、フジテレビ）
- スーパー戦隊シリーズ（テレビ朝日）
  - 爆竜戦隊アバレンジャー（2003年 - 2004年） - 今中笑里、笑姫（第13話）、神様の孫娘（第36話）、整体師（第44話） 役
  - 魔法戦隊マジレンジャー 第8話（2005年） - 女優 役
  - 海賊戦隊ゴーカイジャー 第29話（2011年） - 三条笑里 役
- 水曜プレミア（TBS）
  - ビー・バップ・ハイスクール（2005年8月）
  - 医療少年院物語（未放送） - 樋川万里子 役
- 相棒 Season8 第15話（2010年、テレビ朝日） - ラーメン屋の店員 役
- インディゴの夜 第28話（2010年、フジテレビ）
- その時までサヨウナラ（2010年、WOWOW）
- 警部補 矢部謙三 第2話（2010年、テレビ朝日）
- チーム・バチスタ2 ジェネラル・ルージュの凱旋
 第8話（2010年、フジテレビ）
- 熱海の捜査官 最終話（2010年、テレビ朝日）

### ウェブドラマ
- グッドモーニング、眠れる獅子（2022年、ひかりTV） - 戸塚塔子 役、劇中歌振付
  - グッドモーニング、眠れる獅子2（2023年、Lemino・ひかりTV）
- 爆竜戦隊アバレンジャーwithドンブラザーズ（2023年、東映特撮ファンクラブ） - 三条笑里 役
- ヨドンナ THE FINAL（2024年3月3日、東映特撮ファンクラブ） - エリ 役[10]

### 映画
- 爆竜戦隊アバレンジャー DELUXE アバレサマーはキンキン中!（2003年、諸田敏監督） - 今中笑里 役
- あらしのよるに（2005年、杉井ギサブロー監督） - リス 役
- レアル・ザ・ムービー（2005年、ボルハ・マンソ監督）
- 山田広野のサバイバルビーチ（2006年、山田広野監督） - 主演・アマンダ 役

### オリジナルビデオ
- 美少女の顔は美しい〜media（2002年、EDGE） - 霧島美里 役
- スーパー戦隊シリーズ（東映ビデオ） - 今中笑里 → 三条笑里 役[注釈 1]
  - 爆竜戦隊アバレンジャーVSハリケンジャー（2004年）
  - 特捜戦隊デカレンジャーVSアバレンジャー（2005年）
  - 爆竜戦隊アバレンジャー 20th 許されざるアバレ（2024年）[11]
- 実録・暴走族ブラックエンペラー レディース（2005年、GPミュージアム） - カオル 役
- 溝鼠VS毒蟲（2009年、GPミュージアム）
- 宇宙刑事シャリバン／シャイダー NEXT GENERATION（2014年、東映ビデオ） - ニュースキャスター 役
- スペース・スクワッド（東映ビデオ） - ポン・エミ 役[13]
  - スペース・スクワッド ギャバンVSデカレンジャー（2017年）
  - 宇宙戦隊キュウレンジャーVSスペース・スクワッド（2018年）

### 舞台
- （株）JFCT旗揚げ公演「ミニシアター殺人事件〜そして誰もいなくなった」（2001年） - 探偵助手 役
- ブッチー武者プロデュース「ロマンティックライフ」（2004年）
- 劇団うわの空「12人はご機嫌斜め」（2006年） - 麻里亜 役
- ブッチー武者第3回プロデュース公演「ロマンティックライフ2」（2007年）
- R:MIX「魔王転生」（2008年） - イザベル役
- LED「仮面舞盗会〜序ノ舞・終ノ舞」（2010年10月7日 - 10月11日） - 江川蘭子 役
- プラチナペーパーズプロデュース「ラフカット2010」『It's a smoke world』（浅沼晋太郎脚本 / 伊勢直弘演出）
- 劇団マカリスター 第11回本公演「僕は君にぞくぞくしている」（2024年）[14]

### テレビ番組
- BSいい男っ!!〜春の巻（2002年、NHK）
- マルガリータ（2002年、テレビ東京）
- 情報新惑星（2003年 - 2004年、BS日テレ） - リポーター
- 水着少女（2004年、テレビ東京）
- ミュージックアイドルバトル（2005年1月 - 6月、Sky PerfecTV Music Japan TV）
- 秘湯ロマン（2005年5月15日、テレビ朝日）

### ウェブ番組
- 淳の休日

### 玩具
- 爆竜戦隊アバレンジャー ダイノブレス -MEMORIAL EDITION-（2024年2月）

## 書籍

### 写真集
- 微笑みの光線（2003年10月、ぶんか社、撮影：吉田裕之）ISBN 4821125587
- M's（2007年11月、彩文館出版、撮影：野川イサム）ISBN 4775602616

### 雑誌
2002年
- スコラ
- 週刊ヤングマガジン（講談社）

2003年
- Sabura（小学館）
- 東映ヒーローMAX
- 宇宙船（ホビージャパン）

2004年
- 東映ヒーローMAX
- 宇宙船（ホビージャパン）
- FLASH EXCITING（光文社）
- 月刊水着少女 創刊号（英知出版）

2005年
- 月刊水着少女 創刊2号（英知出版） - 表紙・巻頭
- 月刊カメラマン（モーターマガジン社）
- 週刊プレイボーイ（集英社）
- 特冊新鮮組 - 表紙・巻頭
- Bisture - 表紙・巻頭

## DVD
- Arumeria（2002年3月、Air Control）
- Smily（2003年10月、ベガファクトリー）
- 〜Cross Road〜（2005年3月、イーネットフロンティア）
- KiDULT（2005年12月）
- 懐かしの昭和の物語 弐（2007年4月、バイオタイド）
- 懐かしの昭和の物語 参（2007年4月、バイオタイド）
- M'S TRIP（2007年10月、彩文館出版）

## その他
- 鎧武/ガイム外伝 仮面ライダーデューク/仮面ライダーナックル（2015年） - SPECIAL THANKS
- 魔進戦隊キラメイジャー エンディングテーマ「キラフル ミラクル キラメイジャー」（2020年） - 振付
- ウルトラマントリガー NEW GENERATION TIGA 挿入歌「ウルトラ・BOOT CAMP!」（2021年） - 振付
- 仮面ライダーギーツ 劇中歌「日曜日のノラネコ」（2022年） - 振付